# 伯恩哈德·克洛特
伯恩哈德·克洛特（德語：Bernhard Klodt，1926年10月26日—1996年5月23日），德国前男子足球运动员，场上位置是前锋。他曾代表西德国家队参加1954年和1958年国际足联世界杯，其中1954年世界杯获得冠军。